# Сидиронерон
Сидиро́нерон (греч. Σιδηρόνερον) — село в Греции. Административно относится к общине Драма в периферийной единице Драма в периферии Восточная Македония и Фракия. Население 228 человек по переписи 2011 года.

## История
До 1927 года село называлось Осеница (Οσενίτσα). По Бухарестскому мирному договору 1913 года, завершившему Вторую Балканскую войну, село отошло Греции. В 1927 году (ΦΕΚ 76Α) село переименовано в Сидиронерон.

## Сообщество
Сообщество Осеница (Κοινότητα Οσενίτσης) создано в 1919 году (ΦΕΚ 251Α). В 1927 году (ΦΕΚ 76Α) переименовано в Сидиронерон (Κοινότητα Σιδηρονέρου). В сообщество входят четыре населённых пункта. Население 310 человек по переписи 2011 года. Площадь 258,63 квадратного километра.
| Наименование | Население (2011), человек |
| ------------ | ------------------------- |
| Каликарпон   | 24                        |
| Оропедио     | 23                        |
| Пападес      | 35                        |
| Сидиронерон  | 228                       |

## Население
| Год  | Население, человек |
| ---- | ------------------ |
| 1991 | 232                |
| 2001 | 183                |
| 2011 | ↗ 228              |